# Biblioteks- og arkivvæsen
Biblioteker og arkiver har noget til fælles: Formidling og opbevaring af bøger.
Det var vist den traditionelle definition. Idet bøger ikke er den eneste måde at formidle kultur og information – der er kommet andre medier til, for eksempel Internet.

## DK5-systemet
DK5-systemet har nok heller ikke overlevet Internet-revolutionen eller digitaliseringen af information. Ikke desto mindre er det forsøgt brugt her på Wikipedia i sin originale form.